# Sunzja
Sunzja (russisk: Су́нжа, tr. Sunzja; ossetisk: Сунжæ, tr. Sunzjæ; tjetjensk: Соьлжа, tr. Solzja) er en flod i republikkerne Nordossetien–Alania, Ingusjien og Tjetjenien i Rusland. Sunzja er biflod til Terek fra højre og er 278 km lang, med et afvandingsområde på 12.200 km². Floden har sit udspring på nordskråningerne af Kaukasus. De vigtigste bifloder er Assa og Argun. 
Floden benyttes til kunstvanding. Langs Sunzja ligger byene Nazran, Karabulak, Grosnyj (hovedstaden i Tjetjenien) og Gudermes. Under de tjetjenske krige medførte ødelæggelsen af oliebrønde at Sunzja blev forurenet af olie.